# 近藤有己
近藤 有己（こんどう ゆうき、1975年7月17日 - ）は、日本の男性総合格闘家。新潟県長岡市出身。元ミドル級キング・オブ・パンクラシスト。元ライトヘビー級キング・オブ・パンクラシスト。元無差別級キング・オブ・パンクラシスト。
冷静沈着で安定した性格を持ち、「不動心」の異名を持つ。現在のMMAにおいて必須技術である、テイクダウンされてもガードを取ることなく立ち上がる技術の先駆者である。

## 来歴
新潟県立与板高等学校（現新潟県立正徳館高等学校）時代に少林寺拳法を6年学んだ後に、パンクラスに入門。1996年に近藤 有己（こんどう ゆうき）のリングネームでデビュー。
1996年1月28日、横浜文化体育館で伊藤崇文戦でデビュー。当時若手のホープとして注目を浴びていた先輩選手から2分21秒レフェリーストップで勝利。
1996年6月25日、鈴木みのると対戦。滅多打ちにしてフルタイムの判定勝利。デビュー僅か4戦目で団体の看板を背負うスター選手から勝利を挙げる。
1996年7月22日、ネオブラッド・トーナメントの1回戦でセーム・シュルトに判定勝利。23日、準決勝で山宮恵一郎にTKOで勝利すると、続く決勝でピート・ウィリアムスから判定勝利を収めネオブラッド・トーナメント優勝を果たした。
1996年9月7日、前年に船木と鈴木を連破しているフランク・シャムロックと対戦、寝技立ち技が交錯する展開の中、12分43秒KOで勝利。のちに世界的に大きな評価を受けることとなる。
1996年11月9日、キング・オブ・パンクラス初代王座決定トーナメントの1回戦で船木誠勝と対戦し、チョークスリーパーで一本負け。
1997年4月27日、キング・オブ・パンクラス タイトルマッチで王者の船木誠勝に挑戦し、腕ひしぎ十字固めで一本勝ちを収め王座獲得に成功。デビュー1年3か月で王者に輝いた。
1997年9月6日、キング・オブ・パンクラス タイトルマッチで挑戦者のジェイソン・デルーシアと対戦し、アンクルホールドで一本勝ち。王座の初防衛に成功した。
1997年12月20日、キング・オブ・パンクラス タイトルマッチで挑戦者の船木誠勝と対戦し、アームロックで一本負け。王座から陥落した。
1998年12月19日、キング・オブ・パンクラス タイトルマッチで王者のガイ・メッツァーに挑戦し、0-2の判定負けで王座獲得に失敗した。
1999年4月18日、キング・オブ・パンクラス王座決定戦でランキング1位のセーム・シュルトと対戦し、判定勝ちを収め王座獲得に成功した。
1999年9月18日、キング・オブ・パンクラス タイトルマッチで挑戦者の國奥麒樹真と対戦し、KO勝ちを収め王座の初防衛に成功した。
1999年11月28日、キング・オブ・パンクラス タイトルマッチで挑戦者のセーム・シュルトと対戦し、チョークスリーパーで一本負けを喫し王座から陥落した。シュルトにはこれまで3戦して全勝だったが初黒星を喫し王座を失うこととなった。
2000年5月26日、コロシアム2000でサウロ・ヒベイロと対戦し、開始22秒右ハイキックからのパウンドでKO勝ち。
2000年9月22日、UFC初出場となったUFC 27でアレッシャンドリ・ダンテスと対戦し、TKO勝ち。
2000年12月16日、UFC 29のUFC世界ミドル級（-91kg）タイトルマッチで王者のティト・オーティズに挑戦し、飛び膝蹴りでダウンを奪うもネックロックで一本負けを喫し王座獲得に失敗した。
2001年6月29日、UFC 32でウラジミール・マティシェンコと対戦し、判定負け。
2001年8月18日、DEEP2001 in YOKOHAMAでパウロ・フィリョと対戦し、判定負け。
2001年12月1日、パンクラスismとGRABAKAとの対抗戦で郷野聡寛と対戦し、TKO勝ち。
2003年5月18日、ライトヘビー級（-90kg）キング・オブ・パンクラス タイトルマッチで王者の菊田早苗に挑戦し、1-1の判定ドローで王座獲得に失敗した。
2003年8月31日、無差別級キング・オブ・パンクラス王座決定戦でジョシュ・バーネットと対戦し、チョークスリーパーで一本負けを喫し王座獲得に失敗した。
2003年11月30日、ライトヘビー級キング・オブ・パンクラス タイトルマッチで王者の菊田早苗に再び挑戦し、ブルート（左フック）でKO勝ちを収め王座獲得に成功した。
2003年12月31日、PRIDE初出場となったPRIDE SPECIAL 男祭り 2003でマリオ・スペーヒーと対戦し、TKO勝ちを収めた。
2004年8月15日、PRIDE GRANDPRIX 2004 決勝戦でヴァンダレイ・シウバと対戦し、KO負け。
2004年11月7日、PANCRASE 2004 BRAVE TOURでエヴァンゲリスタ・サイボーグと対戦し、判定勝ち。
2004年12月31日、PRIDE 男祭り 2004でダン・ヘンダーソンと対戦し、1-2の判定負け。
2005年4月23日、PRIDE GRANDPRIX 2005 開幕戦で行われたミドル級グランプリの1回戦でイゴール・ボブチャンチンと対戦し、判定負け。
2005年12月31日、PRIDE 男祭り 2005で中村和裕と対戦し、判定負け。
2006年8月27日、ライトヘビー級キング・オブ・パンクラス タイトルマッチで挑戦者の松井大二郎と対戦し、判定勝ちを収め王座の初防衛に成功した。
2006年12月31日、PRIDE 男祭り 2006で郷野聡寛と対戦し、1-2の判定負け。
2007年7月14日、Bodogミドル級王座決定戦でトレヴァー・プラングリーと対戦し、左目付近のカットで2R終了時TKO負けを喫し王座獲得に失敗した。
2007年12月9日、フィリピンマニラにて開催されたリング・オブ・ファイヤーにジョシュ・バーネット率いるチームの一員として参戦。オーガスト・ウォレンに判定勝ち。
2008年1月1日付けでパンクラスが新たに階級を制定したため、近藤は階級を下げ、ライトヘビー級王座を返上し、ミドル級キング・オブ・パンクラス暫定王座に認定された。4月8日、元パンクラス社員と入籍した
2008年5月18日、戦極初出場となった戦極 〜第二陣〜でホジャー・グレイシーと対戦し、チョークスリーパーで一本負け。
2008年9月28日、戦極 〜第五陣〜で行われたミドル級（-83kg）グランプリシリーズの1回戦で佐々木有生と対戦し、チョークスリーパーで一本負け。
2009年10月25日、パンクラスで久松勇二と対戦し、0-0の判定ドロー。
2010年2月7日、ミドル級暫定キング・オブ・パンクラスタイトルマッチで挑戦者の佐藤豪則と対戦し、3-0の判定勝ちを収め暫定王座の初防衛に成功した。
2010年4月29日、ミドル級キング・オブ・パンクラス王座統一戦で正規王者の金井一朗と対戦し、3-0の判定勝ちを収め王座統一に成功した。
2010年7月4日、ミドル級キング・オブ・パンクラスタイトルマッチで挑戦者の久松勇二と再戦し、0-0の判定ドローとなり、3度目の王座防衛に成功した。
2010年9月26日、CAGE FORCEで行われたパンクラス vs. CAGE FORCEの対抗戦で藤井陸平と対戦し、0-3の判定負け。
2010年12月5日、ミドル級キング・オブ・パンクラスタイトルマッチで挑戦者の藤井陸平と再戦し、0-3の判定負けを喫し王座から陥落した。
2011年2月6日、ウェルター級転向初戦となった試合をパンクラスで行い長岡弘樹と対戦し、0-3の判定負け。試合後には極度の脱水状態となり病院に搬送された。
2014年12月6日、ウェルター級キング・オブ・パンクラス タイトルマッチで王者のレッツ豪太に挑戦し、判定負けで王座獲得に失敗した。
2015年1月、リングネームを有己空に改名。2017年1月1日、リングネームを近藤 有己に戻した。
2018年7月27日、ONE Championship初出場となったONE Championship: Reign of Kingsでヘンゾ・グレイシーと対戦し、リアネイキドチョークで一本負け。
2019年5月26日、PANCRASE 305で郷野聡寛と対戦し、判定勝ち。

## 戦績

### 総合格闘技
| 総合格闘技 戦績 | 総合格闘技 戦績 | 総合格闘技 戦績 | 総合格闘技 戦績 | 総合格闘技 戦績 | 総合格闘技 戦績 | 総合格闘技 戦績 |
| --------------- | --------------- | --------------- | --------------- | --------------- | --------------- | --------------- |
| 116 試合        | (T)KO           | 一本            | 判定            | その他          | 引き分け        | 無効試合        |
| 67 勝           | 21              | 17              | 29              | 0               | 9               | 0               |
| 40 敗           | 6               | 9               | 25              | 0               | 9               | 0               |

| 勝敗 | 対戦相手                         | 試合結果                             | 大会名                                                                              | 開催年月日     |
|      | 郷野聡寛                         | 試合前                               | DEEP 127 IMPACT                                                                     | 2025年9月15日  |
| ○    | 毛利昭彦                         | 5分2R終了 判定3-0                    | DEEP 122 IMPACT                                                                     | 2024年11月4日  |
| ×    | 美木航                           | 5分3R終了 判定0-3                    | PANCRASE 340                                                                        | 2023年12月24日 |
| ×    | 佐藤豪則                         | 5分3R終了 判定0-3                    | PANCRASE 335                                                                        | 2023年7月9日   |
| ○    | 井土徹也                         | 5分3R終了 判定3-0                    | GLEAT MMA Ver.0                                                                     | 2022年12月14日 |
| ○    | 鈴木一史                         | 5分3R終了 判定3-0                    | PANCRASE 327                                                                        | 2022年4月29日  |
| ×    | DARANI                           | 5分3R終了 判定0-3                    | PANCRASE 325                                                                        | 2021年12月12日 |
| ○    | 鈴木淑徳                         | 5分3R終了 判定2-1                    | PANCRASE 321                                                                        | 2021年5月30日  |
| ×    | 小林裕                           | 5分3R終了 判定0-3                    | PANCRASE 319                                                                        | 2020年10月25日 |
| ○    | 餅瓶太                           | 1R 4:08 TKO（パウンド）              | iSMOS.1                                                                             | 2020年7月31日  |
| ×    | 村山暁洋                         | 5分3R終了 判定0-3                    | PANCRASE 312                                                                        | 2020年2月16日  |
| ○    | 郷野聡寛                         | 3分3R終了 判定3-0                    | PANCRASE 305                                                                        | 2019年5月26日  |
| ×    | ヘンゾ・グレイシー               | 2R 1:40 リアネイキドチョーク         | ONE Championship: Reign of Kings                                                    | 2018年7月27日  |
| ×    | 中尾受太郎                       | 2R 0:57 TKO（パンチ）                | PANCRASE vs DEEP 大阪大会                                                           | 2017年12月24日 |
| ○    | ミノワマン                       | 3分3R終了 判定3-0                    | PANCRASE 288                                                                        | 2017年7月2日   |
| ×    | 奈良貴明                         | 3分3R終了 判定0-3                    | PANCRASE 285                                                                        | 2017年3月12日  |
| ×    | グッドマン田中                   | 3分3R終了 判定0-3                    | PANCRASE大阪大会                                                                    | 2016年12月11日 |
| ×    | 高鍋明大                         | 3分3R終了 判定0-3                    | PANCRASE 279                                                                        | 2016年7月24日  |
| ○    | 川口健次                         | 1R 1:53 KO（右フック）               | PANCRASE 271                                                                        | 2015年11月1日  |
| ×    | 鈴木槙吾                         | 1R 4:56 TKO（右フック→パウンド）     | PANCRASE 265                                                                        | 2015年3月15日  |
| ×    | レッツ豪太                       | 5分3R終了 判定0-3                    | PANCRASE 263 【ウェルター級キング・オブ・パンクラス タイトルマッチ】                | 2014年12月6日  |
| ○    | 石川英司                         | 1R 0:39 TKO（右フック→パウンド）     | PANCRASE 260                                                                        | 2014年8月10日  |
| ○    | 成瀬昌由                         | 5分2R終了 判定2-0                    | PANCRASE 257                                                                        | 2014年3月30日  |
| ○    | KAZZ                             | 1R 1:15 KO（左ハイキック→パウンド）  | PANCRASE 256                                                                        | 2014年2月2日   |
| △    | エリック・マイケル・フォート     | 5分2R終了 判定1-0                    | PANCRASE 253                                                                        | 2013年11月3日  |
| ×    | 村山暁洋                         | 5分3R終了 判定0-3                    | PANCRASE 248                                                                        | 2013年6月30日  |
| ○    | 金原弘光                         | 20分終了 ポイント4-1                 | U-SPIRITS again                                                                     | 2013年3月9日   |
| ○    | 窪田幸生                         | 1R 0:52 KO（右フック→パウンド）      | PANCRASE 2012 PROGRESS TOUR                                                         | 2012年11月10日 |
| ×    | 永木健二                         | 2R 2:40 TKO（タオル投入）            | PANCRASE 2012 PROGRESS TOUR                                                         | 2012年1月28日  |
| ○    | 中村勇太                         | 5分2R終了 判定3-0                    | PANCRASE 2011 IMPRESSIVE TOUR                                                       | 2011年10月2日  |
| ×    | 長岡弘樹                         | 5分2R終了 判定0-3                    | PANCRASE 2011 IMPRESSIVE TOUR                                                       | 2011年2月6日   |
| ×    | 藤井陸平                         | 5分3R終了 判定0-3                    | PANCRASE 2010 PASSION TOUR 【ミドル級キング・オブ・パンクラス タイトルマッチ】      | 2010年12月5日  |
| ×    | 藤井陸平                         | 5分3R終了 判定0-3                    | CAGE FORCE                                                                          | 2010年9月26日  |
| △    | 久松勇二                         | 5分3R終了 判定0-0                    | PANCRASE 2010 PASSION TOUR 【ミドル級キング・オブ・パンクラス タイトルマッチ】      | 2010年7月4日   |
| ○    | 金井一朗                         | 5分3R終了 判定3-0                    | PANCRASE 2010 PASSION TOUR 【ミドル級キング・オブ・パンクラス王座統一戦】           | 2010年4月29日  |
| ○    | 佐藤豪則                         | 5分3R終了 判定3-0                    | PANCRASE 2010 PASSION TOUR 【ミドル級暫定キング・オブ・パンクラス タイトルマッチ】  | 2010年2月7日   |
| △    | 久松勇二                         | 5分3R終了 判定0-0                    | PANCRASE 2009 CHANGING TOUR                                                         | 2009年10月25日 |
| ○    | キム・キーボン                   | 1R 1:52 TKO（右フック）              | PANCRASE 2009 CHANGING TOUR                                                         | 2009年8月8日   |
| ×    | 佐々木有生                       | 2R 1:08 チョークスリーパー           | 戦極 〜第五陣〜 【ミドル級グランプリシリーズ2008 1回戦】                            | 2008年9月28日  |
| ○    | 大堀竜二                         | 2R 2:41 KO（パウンド）               | PANCRASE 2008 SHINING TOUR                                                          | 2008年8月27日  |
| ×    | ホジャー・グレイシー             | 1R 1:40 チョークスリーパー           | 戦極 〜第二陣〜                                                                     | 2008年5月18日  |
| ×    | KEI山宮                          | 5分3R終了 判定0-2                    | PANCRASE 2008 SHINING TOUR                                                          | 2008年4月27日  |
| ○    | オーガスト・ウォレン             | 5分3R終了 判定3-0                    | PFP: Ring of Fire                                                                   | 2007年12月9日  |
| ○    | 桜木裕司                         | 5分3R終了 判定3-0                    | PANCRASE 2007 RISING TOUR                                                           | 2007年10月14日 |
| ×    | トレヴァー・プラングリー         | 2R終了時 TKO（ドクターストップ）     | BodogFight: Alvarez vs. Lee 【Bodogミドル級王座決定戦】                             | 2007年7月14日  |
| ×    | 郷野聡寛                         | 2R（10分/5分）終了 判定1-2           | PRIDE 男祭り 2006 -FUMETSU-                                                         | 2006年12月31日 |
| ○    | イアン・ナイ                     | 1R 1:30 チョークスリーパー           | PANCRASE 2006 BLOW TOUR                                                             | 2006年12月10日 |
| △    | ジョン・フランソワ・レノグ       | 5分3R終了 判定1-0                    | PANCRASE 2006 BLOW TOUR                                                             | 2006年10月1日  |
| ○    | 松井大二郎                       | 5分3R終了 判定3-0                    | PANCRASE 2006 BLOW TOUR 【ライトヘビー級キング・オブ・パンクラス タイトルマッチ】   | 2006年8月27日  |
| ×    | フィル・バローニ                 | 1R 0:25 KO（右フック）               | PRIDE 武士道 -其の拾-                                                               | 2006年4月2日   |
| ×    | 中村和裕                         | 3R（10分/5分/5分）終了 判定0-3       | PRIDE 男祭り 2005 頂-ITADAKI-                                                       | 2005年12月31日 |
| ○    | 金原弘光                         | 5分3R終了 判定3-0                    | PANCRASE 2005 SPIRAL TOUR                                                           | 2005年10月2日  |
| ×    | イゴール・ボブチャンチン         | 3R（10分/5分/5分）終了 判定0-3       | PRIDE GRANDPRIX 2005 開幕戦 【ミドル級グランプリ 1回戦】                            | 2005年4月23日  |
| ×    | ダン・ヘンダーソン               | 3R（10分/5分/5分）終了 判定1-2       | PRIDE 男祭り 2004 -SADAME-                                                          | 2004年12月31日 |
| ○    | エヴァンゲリスタ・サイボーグ     | 5分3R終了 判定3-0                    | PANCRASE 2004 BRAVE TOUR                                                            | 2004年11月7日  |
| ×    | ヴァンダレイ・シウバ             | 1R 2:46 KO（踏みつけ）               | PRIDE GRANDPRIX 2004 決勝戦                                                         | 2004年8月15日  |
| ○    | シャノン・"ザ・キャノン"・リッチ | 1R 1:01 膝十字固め                   | PANCRASE 2004 BRAVE TOUR                                                            | 2004年6月22日  |
| ○    | スティーブ・ヒース               | 1R 4:01 チョークスリーパー           | PANCRASE 2004 BRAVE TOUR                                                            | 2004年3月29日  |
| ○    | マリオ・スペーヒー               | 1R 3:27 TKO（ドクターストップ）      | PRIDE SPECIAL 男祭り 2003                                                           | 2003年12月31日 |
| ○    | 菊田早苗                         | 3R 0:08 KO（左フック）               | PANCRASE 2003 HYBRID TOUR 【ライトヘビー級キング・オブ・パンクラス タイトルマッチ】 | 2003年11月30日 |
| ×    | ジョシュ・バーネット             | 3R 3:26 チョークスリーパー           | PANCRASE 2003 HYBRID TOUR 【無差別級キング・オブ・パンクラス王座決定戦】            | 2003年8月31日  |
| △    | 菊田早苗                         | 5分3R終了 判定1-1                    | PANCRASE 2003 HYBRID TOUR 【ライトヘビー級キング・オブ・パンクラス タイトルマッチ】 | 2003年5月18日  |
| ○    | 小谷野澄雄                       | 1R 3:58 TKO（タオル投入）            | PANCRASE 2003 HYBRID TOUR                                                           | 2003年3月8日   |
| △    | ガブリエル・ベラ                 | 5分2R終了 判定1-0                    | PANCRASE 2003 HYBRID TOUR                                                           | 2003年1月26日  |
| ○    | 栗原強                           | 1R 4:49 チョークスリーパー           | PANCRASE 2002 SPIRIT TOUR                                                           | 2002年12月21日 |
| ○    | 百瀬善規                         | 2R 3:51 ギブアップ（顔面パンチ）     | PANCRASE 2002 SPIRIT TOUR                                                           | 2002年7月28日  |
| ×    | 百瀬善規                         | 10分1R終了 オーディエンスジャッジ0-2 | プレミアムチャレンジ                                                                | 2002年5月6日   |
| ○    | キック・ボクサー                 | 1R 1:58 腕ひしぎ十字固め             | DEEP2001 4th IMPACT in NAGOYA                                                       | 2002年3月30日  |
| ○    | 石川英司                         | 5分2R終了 判定3-0                    | PANCRASE 2002 SPIRIT TOUR                                                           | 2002年2月17日  |
| ○    | 佐藤光芳                         | 2R 0:32 TKO（パウンド）              | PANCRASE 2002 SPIRIT TOUR                                                           | 2002年1月27日  |
| ○    | 郷野聡寛                         | 3R 0:52 TKO（タオル投入）            | PANCRASE 2001 PROOF TOUR                                                            | 2001年12月1日  |
| ×    | パウロ・フィリョ                 | 5分3R終了 判定0-3                    | DEEP2001 in YOKOHAMA                                                                | 2001年8月18日  |
| ×    | ウラジミール・マティシェンコ     | 5分3R終了 判定0-3                    | UFC 32: Showdown in the Meadowlands                                                 | 2001年6月29日  |
| ○    | ブライアン・ガサウェイ           | 1R 1:45 アンクルホールド             | PANCRASE 2001 PROOF TOUR                                                            | 2001年3月31日  |
| ○    | 石川英司                         | 3R 4:16 TKO（ドクターストップ）      | PANCRASE 2001 PROOF TOUR                                                            | 2001年2月4日   |
| ×    | ティト・オーティズ               | 1R 1:52 ネックロック                 | UFC 29: Defense of the Belts 【UFC世界ミドル級タイトルマッチ】                      | 2000年12月16日 |
| ○    | アレッシャンドリ・ダンテス       | 3R 2:28 TKO（左膝蹴り→パウンド）     | UFC 27: Ultimate Bad Boyz                                                           | 2000年9月22日  |
| ○    | ダン・セオドア                   | 3:08 膝十字固め                      | PANCRASE 2000 TRANS TOUR                                                            | 2000年7月23日  |
| ○    | サウロ・ヒベイロ                 | 0:22 KO（右ハイキック→パウンド）     | コロシアム2000                                                                      | 2000年5月26日  |
| ○    | 山田学                           | 10分終了 判定3-0                     | PANCRASE 2000 TRANS TOUR                                                            | 2000年1月23日  |
| ×    | セーム・シュルト                 | 2:28 チョークスリーパー              | PANCRASE 1999 BREAKTHROUGH TOUR 【キング・オブ・パンクラス タイトルマッチ】         | 1999年11月28日 |
| ○    | 國奥麒樹真                       | 0:34 KO（跳び膝蹴り→掌打）           | PANCRASE 1999 BREAKTHROUGH TOUR 【キング・オブ・パンクラス タイトルマッチ】         | 1999年9月18日  |
| ○    | ジェイソン・ゴドシー             | 5:08 アンクルホールド                | PANCRASE 1999 BREAKTHROUGH TOUR                                                     | 1999年8月1日   |
| ○    | 渡辺大介                         | 0:21 KO（掌打）                      | PANCRASE 1999 BREAKTHROUGH TOUR                                                     | 1999年7月6日   |
| ○    | セーム・シュルト                 | 20分終了 判定（ポイント1-0）         | PANCRASE 1999 BREAKTHROUGH TOUR 【キング・オブ・パンクラス王座決定戦】              | 1999年4月18日  |
| ×    | 國奥麒樹真                       | 15分終了 判定0-3                     | PANCRASE 1999 BREAKTHROUGH TOUR                                                     | 1999年3月9日   |
| ○    | 長谷川悟史                       | 0:48 TKO（右掌打）                   | PANCRASE 1999 BREAKTHROUGH TOUR                                                     | 1999年1月19日  |
| ×    | ガイ・メッツァー                 | 20分終了 判定0-2                     | PANCRASE 1998 ADVANCE TOUR 【キング・オブ・パンクラス タイトルマッチ】              | 1998年12月19日 |
| ○    | 石井大輔                         | 2:38 アンクルホールド                | PANCRASE 1998 ADVANCE TOUR                                                          | 1998年10月4日  |
| ○    | 渋谷修身                         | 20分終了 判定2-1                     | PANCRASE 1998 ADVANCE TOUR                                                          | 1998年9月14日  |
| △    | 柳澤龍志                         | 20分終了 判定0-0                     | PANCRASE 1998 ADVANCE TOUR                                                          | 1998年7月26日  |
| ○    | 山宮恵一郎                       | 20分終了 判定2-0                     | PANCRASE 1998 ADVANCE TOUR                                                          | 1998年4月26日  |
| △    | 國奥麒樹真                       | 10分+延長3分終了 判定0-1             | PANCRASE 1998 ADVANCE TOUR                                                          | 1998年2月6日   |
| ×    | 船木誠勝                         | 2:20 アームロック                    | PANCRASE 1997 ALIVE TOUR 【キング・オブ・パンクラス タイトルマッチ】                | 1997年12月20日 |
| ○    | 高橋義生                         | 7:27 肩固め                          | PANCRASE 1997 ALIVE TOUR                                                            | 1997年11月16日 |
| ○    | リオン・ダイク                   | 20分終了 判定3-0                     | PANCRASE 1997 ALIVE TOUR                                                            | 1997年10月29日 |
| ○    | ジェイソン・デルーシア           | 27:22 アンクルホールド               | PANCRASE 1997 ALIVE TOUR 【キング・オブ・パンクラス タイトルマッチ】                | 1997年9月6日   |
| ○    | 美濃輪育久                       | 5:13 アンクルホールド                | PANCRASE 1997 ALIVE TOUR                                                            | 1997年8月9日   |
| ×    | ジェイソン・ゴドシー             | 8:17 首固め                          | PANCRASE 1997 ALIVE TOUR                                                            | 1997年7月20日  |
| ○    | セーム・シュルト                 | 20分終了 判定（ポイント1-0）         | PANCRASE 1997 ALIVE TOUR                                                            | 1997年6月30日  |
| ○    | ゲーリー・マイヤーズ             | 5:35 レッグロック                    | PANCRASE 1997 ALIVE TOUR                                                            | 1997年5月24日  |
| ○    | 船木誠勝                         | 15:12 腕ひしぎ十字固め               | PANCRASE 1997 ALIVE TOUR 【キング・オブ・パンクラス タイトルマッチ】                | 1997年4月27日  |
| ○    | キム・ジョンワン                 | 0:25 腕ひしぎ十字固め                | PANCRASE 1997 ALIVE TOUR                                                            | 1997年3月22日  |
| ○    | ガイ・メッツァー                 | 20分終了 判定（ポイント1-0）         | PANCRASE 1997 ALIVE TOUR                                                            | 1997年2月22日  |
| ○    | 國奥麒樹真                       | 20分終了 判定2-1                     | PANCRASE 1997 ALIVE TOUR                                                            | 1997年1月17日  |
| ×    | ガイ・メッツァー                 | 20分終了 判定（ポイント0-1）         | PANCRASE TOUR 1996 TRUTH                                                            | 1996年12月15日 |
| ×    | 船木誠勝                         | 1:43 チョークスリーパー              | PANCRASE TOUR 1996 TRUTH 【キング・オブ・パンクラス新王者決定トーナメント 1回戦】   | 1996年11月9日  |
| ×    | ジェイソン・デルーシア           | 20分終了 判定（ポイント0-1）         | PANCRASE TOUR 1996 TRUTH                                                            | 1996年10月8日  |
| ○    | フランク・シャムロック           | 12:43 KO（ハイキック）               | PANCRASE TOUR 1996 TRUTH                                                            | 1996年9月7日   |
| ○    | ピート・ウィリアムス             | 20分終了 判定3-0                     | PANCRASE TOUR 1996 TRUTH 【ネオブラッド・トーナメント 決勝】                        | 1996年7月23日  |
| ○    | 山宮恵一郎                       | 6:16 TKO（レフェリーストップ）       | PANCRASE TOUR 1996 TRUTH 【ネオブラッド・トーナメント 準決勝】                      | 1996年7月23日  |
| ○    | セーム・シュルト                 | 10分終了 判定2-1                     | PANCRASE TOUR 1996 TRUTH 【ネオブラッド・トーナメント 1回戦】                       | 1996年7月22日  |
| ○    | 鈴木みのる                       | 15分終了 判定（ポイント1-0）         | PANCRASE TOUR 1996 TRUTH                                                            | 1996年6月25日  |
| △    | 國奥麒樹真                       | 10分終了 判定0-1                     | PANCRASE TOUR 1996 TRUTH                                                            | 1996年5月16日  |
| ○    | 渋谷修身                         | 10分終了 判定（ポイント1-0）         | PANCRASE TOUR 1996 TRUTH                                                            | 1996年3月2日   |
| ○    | 伊藤崇文                         | 2:21 TKO（レフェリーストップ）       | PANCRASE TOUR 1996 TRUTH                                                            | 1996年1月28日  |

### グラップリング
| 勝敗 | 対戦相手 | 試合結果          | 大会名                                                 | 開催年月日    |
| △    | 矢野卓見 | 5分2R終了 判定1-1 | PANCRASE 2005 SPIRAL TOUR 【キャッチレスリングルール】 | 2005年12月4日 |

## 獲得タイトル
- パンクラス 第2回ネオブラッド・トーナメント 優勝（1996年）
- 第5代無差別級キング・オブ・パンクラス王座（1997年）
- 第8代無差別級キング・オブ・パンクラス王座（1999年）
- 第3代ライトヘビー級キング・オブ・パンクラス王座（2003年）
- ミドル級キング・オブ・パンクラス暫定王座（2008年）
- 第9代ミドル級キング・オブ・パンクラス王座（2010年）

## 入場テーマ曲
- Book Of Days（エンヤ）